# Parallelenaxiom

Parallelenaxiom

Das Parallelenaxiom ist ein viel diskutiertes Axiom der euklidischen Geometrie. In einer häufig gebrauchten, auf John Playfair zurückgehenden Formulierung besagt es:

„In einer Ebene {\displaystyle \alpha } gibt es zu jeder Geraden {\displaystyle g} und jedem Punkt {\displaystyle P} außerhalb von {\displaystyle g} genau eine Gerade, die zu {\displaystyle g} parallel ist und durch den Punkt {\displaystyle P} geht.“

„Parallel“ bedeutet dabei, dass die Geraden in einer Ebene liegen, aber keinen gemeinsamen Punkt haben.
Diese eindeutig bestimmte Gerade heißt die Parallele zu {\displaystyle g} durch den Punkt {\displaystyle P}.

Schnittpunkt S von h und k, wenn α+β<180°.

Historisch wurde das Parallelenpostulat zuerst von Euklid in den Elementen formuliert (als das letzte seiner fünf Postulate), allerdings in ganz anderer Form: „Gefordert soll sein: … dass, wenn eine gerade Linie [{\displaystyle g}] beim Schnitt mit zwei geraden Linien [{\displaystyle h} und {\displaystyle k}] bewirkt, dass innen auf derselben Seite entstehende Winkel [{\displaystyle \alpha } und {\displaystyle \beta }] zusammen kleiner als zwei Rechte werden, dann die zwei geraden Linien [{\displaystyle h} und {\displaystyle k}] bei Verlängerung ins Unendliche sich treffen auf der Seite [von {\displaystyle g}], auf der die Winkel [{\displaystyle \alpha } und {\displaystyle \beta }] liegen, die zusammen kleiner als zwei Rechte sind.“
Es lässt sich aus den übrigen Postulaten und Axiomen des Euklid beweisen, dass sein fünftes Postulat zur eingangs gegebenen Formulierung äquivalent ist.
Die Benennung des Parallelenpostulats schwankt in der Literatur. Häufig wird es das Fünfte Postulat von Euklid (Elemente, Buch 1) genannt, manchmal wurde es aber auch 11. Axiom oder 13. Axiom genannt.

## Geschichte
Dieses Postulat sticht durch seine Länge und Kompliziertheit aus den anderen Postulaten und Axiomen deutlich hervor. Es wurde schon im Altertum als Makel (unschönes Merkmal) in der Theorie des Euklid empfunden. Immer wieder gab es Versuche, es aus den anderen herzuleiten und damit zu zeigen, dass es für die Definition der euklidischen Geometrie entbehrlich ist. Historisch ist diese Aufgabe als das Parallelenproblem bekannt und blieb über 2000 Jahre lang ungelöst. Erfolglose Versuche gab es zum Beispiel von
| - Archimedes (3. Jahrhundert v. Chr.) - Poseidonius (2./1. Jahrhundert v. Chr.) - Ptolemäus (2. Jahrhundert) - Proklos (5. Jahrhundert) - Agapius (5./6. Jahrhundert n. Chr., Schüler von Proklos), zitiert von Al-Nayrizi - Simplikios - al-Abbas ibn Said al-Dschauhari - Thabit ibn Qurra (9. Jahrhundert) - Alhazen - Omar Chayyam - Nasir Al-din al-Tusi (13. Jahrhundert) - Giovanni Alfonso Borelli (17. Jahrhundert) - John Wallis (17. Jahrhundert) - Giovanni Girolamo Saccheri (18. Jahrhundert), siehe dazu Saccheri-Viereck - Johann Heinrich Lambert (18. Jahrhundert) - Adrien-Marie Legendre (18./19. Jahrhundert) |

Carl Friedrich Gauß erkannte als erster, dass das Parallelenproblem grundsätzlich unlösbar ist; er veröffentlichte seine Erkenntnisse aber nicht. Er korrespondierte aber mit verschiedenen Mathematikern, die ähnliche Ideen verfolgten (Friedrich Ludwig Wachter, Franz Taurinus, Wolfgang Bolyai).

## Äquivalente Formulierungen
Es wurden auch eine Reihe von Aussagen gefunden, die unter der Voraussetzung der übrigen Axiome der ebenen euklidischen Geometrie äquivalent zum euklidischen Parallelenpostulat sind. Die zugrunde gelegten Axiome sind dabei die ebenen Inzidenzaxiome (I.1 bis I.3), die Axiome der Anordnung  (Gruppe II), die Axiome der Kongruenz (Gruppe III) und die Axiome der Stetigkeit (V.1 und V.2) in Hilberts Axiomensystem der euklidischen Geometrie:
- „Die Winkelsumme im Dreieck beträgt zwei Rechte (180°).“[3] (vgl. Giovanni Girolamo Saccheri)
- „Es gibt Rechtecke.“[4]
- „Zu jedem Dreieck gibt es ein ähnliches Dreieck beliebiger Größe.“ (John Wallis).
- Stufenwinkelsatz: „Stufenwinkel an Parallelen sind gleich groß.“
- Wechselwinkelsatz: „Wechselwinkel an Parallelen sind gleich groß.“
- „Durch einen Punkt im Inneren eines Winkels gibt es stets eine Gerade, die die beiden Schenkel schneidet.“
- „Durch drei nicht auf einer Geraden liegende Punkte gibt es einen Kreis.“ (Farkas Bolyai)
- „Drei Punkte, die auf ein und derselben Seite einer Geraden liegen und zu dieser Geraden kongruente Abstände haben, liegen stets auf einer gemeinsamen Geraden.“

## Nichteuklidische Geometrie
Nikolai Lobatschewski stellte als erster 1826 eine neuartige Geometrie vor, in der alle übrigen Axiome der euklidischen Geometrie gelten, das Parallelenaxiom jedoch nicht, die lobatschewskische oder hyperbolische Geometrie. Damit war bewiesen, dass das Parallelenaxiom sich nicht aus den übrigen Axiomen der euklidischen Geometrie herleiten lässt.
János Bolyai gelangte unabhängig davon fast gleichzeitig zu ähnlichen Resultaten.
So kam es zur Entwicklung der nichteuklidischen Geometrien, bei denen das Postulat entweder ganz gestrichen oder durch andere ersetzt wurde. Zum Teil verletzen nichteuklidische Geometrien außer dem Parallelenaxiom auch noch andere Axiome der euklidischen Geometrie.

### Elliptisches Parallelenaxiom

Zum Unterschied zwischen affiner und projektiver Anordnung.

So ist es in einer elliptischen Ebene nicht möglich, dass gleichzeitig Hilberts Anordnungsaxiome (Gruppe II) und die Kongruenzaxiome für Strecken (III.1, III.2 und III.3) erfüllt sind. Hier kann man im Sinne der Kongruenz „sinnvoll“ nur eine Anordnung („Trennungsbeziehung“ durch vier statt drei Punkte bei einer hilbertschen Zwischenbeziehung) wie für projektive Ebenen einführen, denn elliptische Ebenen im Sinne der metrischen absoluten Geometrie sind auch projektive Ebenen, ihr „elliptisches“ (eigentlich projektives) Parallelenaxiom lautet einfach: „Es gibt keine Nichtschneidenden, zwei verschiedene Geraden der Ebene schneiden sich stets in genau einem Punkt“ siehe dazu Elliptische Geometrie#Kennzeichnung.
Die Abbildung rechts oben veranschaulicht den Unterschied zwischen einer Anordnung auf einer affinen Geraden  {\displaystyle g} oben im Bild und einer projektiven Geraden, dargestellt durch den Kreis {\displaystyle h} unten im Bild. Auf einer affinen Geraden {\displaystyle g} ist eine Hilbertsche Zwischenbeziehung definierbar, wenn der Koordinatenbereich sich anordnen lässt. Jede Affinität, die die (ungeordnete) Paarmenge {\displaystyle \{G_{1},G_{2}\}} auf sich selbst abbildet, bildet auch die „Strecke“ {\displaystyle g_{1}}, das ist die Menge der Zwischenpunkte von {\displaystyle (G_{1},G_{2})} auf sich selbst ab. Tatsächlich existieren genau vier solche Affinitäten: Zwei davon (Identität und senkrechte Achsenspiegelung an {\displaystyle G_{1}G_{2}}) halten die Gerade als Ganzes fest, die zwei anderen, die senkrechte Achsenspiegelung und die Punktspiegelung an der (affinen) Streckenmitte von {\displaystyle (G_{1},G_{2})} vertauschen die Punkte {\displaystyle G_{1},G_{2}} und die Halbgeraden {\displaystyle g_{2},g_{3}}.
Auf einem affinen Kreis und einer projektiven Geraden ist die Situation anders. Zwei Punkte teilen die affine Kreislinie in zwei Kreisbögen auf. Affinitäten der Ebene, die {\displaystyle \{H_{1},H_{2}\}} und die Kreislinie auf sich abbilden, bilden auch die zwei Bögen je auf sich ab, es sei denn {\displaystyle H_{1},H_{2}} liegen auf dem gleichen Durchmesser, dann können {\displaystyle h_{1}} und {\displaystyle h_{2}} auch vertauscht werden und zwar durch die Punktspiegelung am Kreismittelpunkt und durch die (senkrechte) Achsenspiegelung am Durchmesser {\displaystyle H_{1}H_{2}} .
Man kann die Kreislinie als Modell einer projektiven Geraden über einem angeordneten Körper {\displaystyle K} auffassen, indem man sie von einem Punkt {\displaystyle P=H_{\infty }} dieser Kreislinie aus zentral auf die dem Punkt gegenüberliegende Kreistangente {\displaystyle t} projiziert. Der Punkt {\displaystyle P} wird damit dem Fernpunkt von {\displaystyle t} zugeordnet. Für eine projektive Ebene über {\displaystyle K} existieren für zwei beliebige Punkte {\displaystyle T_{1},T_{2}\in t}, die im Bild den Punkten {\displaystyle H_{1},H_{2}} auf der Kreislinie zugeordnet sind, Projektivitäten der Ebene, die die Punktmenge {\displaystyle \{T_{1},T_{2}\}} auf sich abbilden, aber Punktmengen {\displaystyle t_{1},t_{2}\subset t}, die {\displaystyle h_{1}} bzw. {\displaystyle h_{2}} entsprechen, miteinander vertauschen. Kurz gesagt: Auf einer angeordneten projektiven Geraden kann man „innen“ und „außen“ nicht projektiv invariant unterscheiden!
Man beachte, dass auch bei der Geraden {\displaystyle g} oben im Bild, wenn man sie als reelle, projektive Gerade auffasst, die Komplementärmenge {\displaystyle c=g\setminus s} der abgeschlossenen affinen Strecke {\displaystyle s=g_{1}\cup \{G_{1},G_{2}\}}, die dann auch den Fernpunkt von {\displaystyle g} enthält, bezüglich der Ordnungstopologie eine zusammenhängende Teilmenge von {\displaystyle g} ist!

### Hyperbolisches Parallelenaxiom nach Hilbert

Hilberts hyperbolisches Parallelenaxiom im Kleinschen Kreisscheibenmodell der (reellen) hyperbolischen Geometrie. Die Formulierung des Axioms von Hilbert mit Halbgeraden setzt eine Anordnung der hyperbolischen Ebene im Sinn der hilbertschen Axiome voraus. Man beachte, dass nur die Punkte innerhalb der Kreislinie (grau) Punkte der hyperbolischen Ebene sind.

David Hilbert hat 1903 die folgende Formulierung für ein Parallelenaxiom der hyperbolischen Geometrie gegeben, vergleiche auch die Abbildung rechts:
Ist {\displaystyle b} eine beliebige Gerade und {\displaystyle A} ein nicht auf ihr gelegener Punkt, so gibt es stets durch {\displaystyle A} zwei Halbgerade {\displaystyle a_{1},a_{2}}, die nicht ein und dieselbe Gerade ausmachen und die Gerade {\displaystyle b} nicht schneiden, während jede in dem durch {\displaystyle (a_{1},a_{2})} gebildeten Winkelraum {\displaystyle \angle (a_{1},a_{2})} gelegene, von {\displaystyle A} ausgehende Halbgerade die Gerade {\displaystyle b} schneidet.
Der Winkelraum {\displaystyle \angle (a_{1},a_{2})} ist in der Abbildung rechts durch einen Kreisbogen (hellblau) gekennzeichnet. Alle Halbgeraden mit Startpunkt {\displaystyle A}, die nicht in diesem Winkelraum liegen, schneiden die Gerade {\displaystyle b} nicht.
Im oben genannten Axiomensystem von Hilbert kann man das euklidische Parallelenaxiom (IV von Hilbert) durch Hilberts hyperbolisches Parallelenaxiom ersetzen. Damit erhält man (für die Ebene, auf die sich Hilbert hier beschränkt, das heißt von der Gruppe der Inzidenzaxiome werden nur I.1 bis I.3 benötigt) ein widerspruchsfreies Axiomensystem, für das es (bis auf Isomorphie) genau ein Modell gibt: Die reelle, hyperbolische Ebene, die zum Beispiel durch das (reelle) Kleinsche Kreisscheibenmodell innerhalb der reellen euklidischen Ebene modelliert werden kann. Den Beweis skizziert er selbst in seinen Grundlagen. Ein vollständiger Beweis wurde 1907 von Johannes Hjelmslev gegeben.